# Thomas W. Lawson

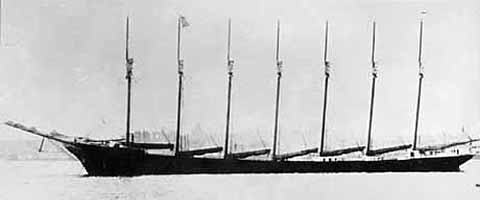
Thomas W. Lawson im Bostoner Hafen, tief abgeladen; etwa 1906–1907

Die Thomas W. Lawson war der einzige Siebenmastschoner der Welthandelsflotte, dazu das größte je gebaute Segelschiff ohne Hilfsantrieb, der größte je gebaute Schoner und der einzige Siebenmaster überhaupt in neuer Zeit. Sie war einer von wenigen Stahlbauten der späten Segelschiffszeit in den Vereinigten Staaten.
Das im selben Jahr vom Stapel gelaufene Fünfmastvollschiff Preußen war der größte reine Rahsegler und das zweitgrößte je gebaute Segelschiff ohne jeglichen Hilfsantrieb. Größer waren die Auxiliar-Fünfmastbarken R. C. Rickmers (1906) und die 1911 in Betrieb genommene France, die nach Ausbau ihrer beiden Motoren 1919 auch zum größten reinen Segelschiff wurde.
Die Thomas W. Lawson sollte für ihren Reeder große Kohlemengen für die Bay State Gas Co. heranschaffen, deren Präsident der Namensgeber des Schiffes war. Wegen der nicht ausnutzbaren Vollbeladung von 11.000 tn.l. wurde sie 1903 nach Abtakeln der Stengen als Schleppkahn mit Notbesegelung für Kistenöl verchartert. Nach dem Umbau zum Segeltankschiff 1906 sollte sie auch Transatlantikfahrten unternehmen, scheiterte aber bereits vor Ende ihrer ersten Atlantikreise mit einer Ladung Leichtöl in den frühen Morgenstunden des 14. Dezember 1907 vor den Scilly-Inseln in einem Sturm, der 17 der 19 Mann an Bord das Leben kostete. Die bei diesem Unglück entstandene Ölpest ist eine der ersten, wenn nicht sogar die erste der Seefahrtsgeschichte. Die Spuren verschwanden innerhalb weniger Jahre.

## Historisches Umfeld
Die Zeit der „großen Schoner“ begann am 14. August 1900, als in Camden im US-Bundesstaat Maine der erste Sechsmastgaffelschoner aus Holz, die George W. Wells, bei Holly M. Bean vom Stapel lief. Acht Sechsmaster aus Holz und einer aus Stahl sollten folgen, als letzter die 1909 bei Percy & Small in Bath, Maine, vom Stapel gelaufene Wyoming, das mit 137 m Lüa (108 m Rumpflänge) längste je gebaute Holzschiff. Auch an der Westküste kamen Sechsmaster zu Wasser, die hauptsächlich im Holztransport fuhren wie die Oregon Fir und die Oregon Pine.

## Beschreibung
Die Thomas W. Lawson war einer von nur drei in den Vereinigten Staaten gebauten Großschonern aus Stahl. Sie und ihr Werftschwesterschiff, der Sechsmastschoner William L. Douglas (Baunr. 113; Stapellauf: 25. August, Jungfernfahrt: 11. November 1903, 3.708 BRT), wurden auf den Helligen der Fore River Ship & Engine Building Co. in Quincy (Massachusetts) für die in Boston (Massachusetts) ansässige Coastwise Transportation Co. (John G. Crowley) gebaut. Konstrukteur war der für seine schnellen Jachten bekannte Schiffbauer Bowdoin Bradlee Crowninshield (1867–1948). Namensgeber Thomas William Lawson hatte das Schiff besichtigt, war aus unbekannten Gründen aber beim Stapellauf nicht anwesend. Helen Watson, die Tochter des Werftgründers Thomas A. Watson, taufte das Schiff vor über zwanzigtausend Zuschauern. – Der dritte Stahlschoner war der Fünfmastschoner Kineo, Stapellauf 1903, 2.128 BRT, erbaut und bereedert von Arthur Sewall & Co., Bath, Maine.
Der Schoner war ein Brunnenschiff (Volldeckschiff mit Poop- und Backdeck, aber ohne Mittelinsel) mit einem zweiten durchgehenden Deck unter dem sehr hohen Freiborddeck. Auf dem Poopdeck befanden sich ein separates Ruderhaus hinter einem großen Deckshaus mit Kapitänsunterkunft (drei Räume mit höchstem Komfort – Edelholzmöbeln, Ledersitzgarnitur, elektrischem Licht, Telefon etc.), Kartenhaus und Offiziermesse. Zwei weitere Deckshäuser befanden sich auf dem achteren Teil des Hauptdecks um den 5. und hinter dem 6. Mast. Auf der Back, der Unterkunft der Seeleute, standen ein großes Spill und die sturmfesten Positionslampen. Alle bewohnten und wichtigen Räume, selbst die einfachen Unterkünfte für die max. 12 Seemann starke Mannschaft vor dem Mast, hatten Dampfheizung.
Aus Stahl waren die sieben gleich hohen Untermasten (43,8 m (Kiel-oberes Eselshaupt), ø = 97 cm, Masse: ~20 t), 58,8 m mit den Maststengen (17 m, wegen Dopplung 15 m), die sieben Gaffelbäume, Gaffeln und alle weiteren Spieren aus Holz (Seidenkiefer). Alle sieben Stahluntermasten waren durch fünf (Fockmast: sechs) Pardunen auf jeder Seite abgestützt, die hölzernen Maststengen mit vier Pardunen per Seite zu den Salingen. Jeder der beiden stocklosen Patentanker wog fünf Tonnen. Sie fuhr sieben Großgaffelsegel (Schonersegel), das letzte deutlich größer, sieben Toppsegel, sechs Stagsegel und fünf Vorsegel. An Deck waren 14 Mastwinden – an jedem Mast zwei – stationiert, dazu zwei schwere Dampfwinden unter der Back und hinter Mast Nr. 6. Die Mastwinden waren elektrisch betrieben und wurden durch Generatoren versorgt, die auch den Strom für das elektrische Licht und den drahtlosen Telegraphen erzeugten und von einer zentralen Dampfmaschine im Achterschiff (Deckshaus an Mast Nr. 6 mit waagerechter Dampfabführung auf dem Dach) betrieben wurden, wie auch das Dampfruder.
Die obersten Decks waren mit Teakholz gedeckt, die unteren mit Kiefer. In das Hauptdeck waren sechs Großluken eingelassen, über die maximal 11.000 tn.l. geladen werden konnten. Da der vom Konstrukteur vorgesehene Tiefgang von mehr als zehn Metern die damaligen Wassertiefen der Ostküstenhäfen, ausgenommen Newport News (Virginia), überschritt, musste die ursprünglich vorgesehene Ladekapazität um ca. ein Drittel auf ca. 7.400 tons verringert werden, was einen erheblichen Einschnitt in die erhoffte Wirtschaftlichkeit bedeutete. Sie hatte einen doppelten, 1,3 m tiefen Doppelzellenboden zur Aufnahme von 1.000 tons Wasserballast in die einzelnen Tankzellen, dazu je einen Trimmtank an jedem Schiffsende.
Der anfänglich hell gestrichene Schiffsrumpf (zunächst mit grünem, dann mit rotem Unterwasserschiff (ohne Wasserpass)) wurde später, wie andere seiner Zeit, schwarz gestrichen. Am Heck hing die Kapitänsgig an zwei Davits, ein weiteres typisches Konstruktionsmerkmal amerikanischer Segler dieser Zeit. Dazu gab es ein weiteres Rettungsboot und ein Rettungsfloß an Deck.
Benannt wurde das Schiff wie viele andere nach einer ihrerzeit berühmten Person, nämlich nach dem Millionär, Börsenmakler, Fachbuchautor und damaligen Präsidenten der Bay State Gas Co. in Delaware, Thomas William Lawson (1857–1925).
Die Schiffsbesatzung betrug höchstens 18 Mann (Kapitän, 2 Steuerleute (1. & 2. Maat (Offizier)), Maschinist für die Dampfanlage für Ruder, Generator und Dampfwinden zum Heißen der Segel und Lasten, Steward mit Kabinenjunge und nie mehr als 12 Seeleute vor dem Mast).
Im Gegensatz zu den europäischen Fünfmastrahseglern vergleichbarer Größe war die Thomas W. Lawson nach dem Urteil mancher Seeleute und Marineautoren aufgrund des plump wirkenden Rumpfes und der dafür zu geringen Segelfläche ein sehr schwer zu navigierendes und wenig schönes Schiff (es gab Vergleiche mit einer „Badewanne“ und einem „gestrandeten Wal“, auf Gemälden sieht sie oft schnittiger aus). Sie soll „vor Topp und Takel“ (ohne gesetzte Segel) bei achterlichem Sturm rund 13 kn gemacht haben, was auch nötig gewesen sei, um nicht aus dem Ruder zu laufen. Segelmanöver wurden oft auf den Wachwechsel verschoben, da die riesige Fläche besonders der sieben Großsegel die kleine Mannschaft extrem forderte. Den erhofften wirtschaftlichen Gewinn fuhr das Schiff nicht ein, da es selten ausgelastet war. Als in seiner Art einziges und dazu imposantes Schiff machte es dennoch Geschichte.

## Geschichte
Der große Schoner war ursprünglich für den Einsatz im Pazifik (nordamerikanische Westküste) gedacht, befuhr aber zunächst nur die Ostküste der USA von den texanischen Häfen am Golf von Mexiko und bis nahe der kanadischen Grenze. Bereits ein Jahr nach dem Stapellauf zog Crowley das Schiff wegen sinkender Frachtraten aus der Kohlenfahrt ab, ließ die Stengen abtakeln und vercharterte es als Leichter (Schleppkahn) für den Transport von Kistenöl aus den texanischen Häfen entlang der amerikanischen Ostküste. Dabei wurde sie auch auf schiffbaren Flüsse (Sabine, Delaware) hochgeschleppt. Wegen ihres – für die amerikanischen Häfen der damaligen Zeit – enormen Tiefgangs lief sie häufiger auf Grund, kam aber stets wieder mit Schlepperhilfe frei. Auch geriet sie zweimal beim Löschen der Ladung am Pier (in Sabine [Texas] und Newport News [Virginia]) in Gefahr zu kentern, was jeweils durch geschickten Einsatz des Bordingenieurs Edward L. Rowe verhindert werden konnte.
1906 wurde das Schiff in Newport News, Virginia, von der Shipbuilding & Drydock Co. zum Segeltanker umgebaut und neu getakelt. Es lief dann mit einem Fünfjahres-Chartervertrag für die Sun Oil Co. ebenfalls entlang der Ostküste zwischen Texas und Neuengland.
Kapitän Arthur L. Crowley, der Bruder des Generaldirektors der Reederei, John G. Crowley, führte bis Herbst 1907 das große Schiff, mit Unterbrechungen durch Fahrten unter drei anderen Kapitänen. Aus heute nicht klar erkennbaren Gründen, man vermutet die schwierige Handhabung des Großschoners, ihn auf klaren Kurs zu halten, und dessen häufige Grundberührungen (wenngleich ohne Leckage), stand er für diese erste ozeanische Reise als Kapitän nicht zur Verfügung, so dass ein anderer Kapitän angeheuert wurde: George Washington Dow (1847–1919) aus Hancock (Maine) hatte zu diesem Zeitpunkt bereits mehr als 37 Jahre Erfahrung als Schiffsführer von Rahschiffen und Schonern und galt als „glückhafter“ Kapitän.
Überschattet von Problemen wurde die Reise bereits vor Fahrtbeginn, als sechs bereits angeheuerte Seeleute den Dienst wegen Heuerproblemen quittierten und ersetzt werden mussten. Die Ersatzleute, quasi vom Pier aus angeheuert, waren keine ausgebildeten Seeleute und auch nicht alle der englischen Sprache ausreichend mächtig, was die Situation der 18-köpfigen Mannschaft erschwerte. Dazu musste der große Schoner wieder einmal nach Grundberührung freigeschleppt werden. Kapitän George W. Dow konnte allerdings auf erfahrene Männer wie seinen früheren Offizier Bent P. Libby (1. Offz.) und den Bordingenieur Rowe zurückgreifen, der als einziger seit 1902 auf diesem Schiff fuhr und es mehrmals aus misslichen Lagen hatte befreien können.
Am Morgen des 19. November 1907 lichtete die Thomas W. Lawson am Pier der Marcus-Hook-Raffinerie (34 km südlich Philadelphia) die Anker und segelte mit Schleppunterstützung den Delaware hinunter in den Atlantik zu ihrer ersten Transatlantikfahrt mit Ziel London (3.077 Seemeilen). Sie fuhr diesmal in Charter für die Anglo-American Oil Co. Leichtöl. Die New York Times berichtete von 2.003.063 Gallonen Öl als Ladung in ihrem am 15. Dezember 1907 veröffentlichten Artikel zum Untergang des Schoners. Die Mannschaft war wie folgt zusammengesetzt:
Kapitän George Washington Dow (59), 1. Offizier Bent P. Libby (34) aus Marlborough, Mass., 2. Offizier O. Crocker (40) aus New York; Proviantmeister (Steward) George Miller (37), Boston, Kabinenjunge Mark Sanson (17) aus Brooklyn, New York (nach anderen Quellen Mark Stenson), Maschinist Edward L. Rowe (35) aus Wiscasset, Maine, die Heizer für die Dampfmaschine John Krase (38) und Z. Olanssen (36) aus Schweden, die Seeleute Gustav England (28) und John Lunde (25) aus Norwegen, Ole Olsen (21) und A. Petersen (26) aus Dänemark, P. A. Burke (25) aus Tonawanda, N. Y., L. Garridon (22) aus Caracas, Venezuela, N. Peterson (24) aus Riga, damals Russland, George W. Allen (27) aus Battersea (nach der New York Times vom 15. Dezember 1907 aus Bradford), England, sowie Gustav Böhnke (27) aus Berlin und Anton Andrade (24) aus Österreich, insgesamt sieben US-Amerikaner, ein Brite, ein Südamerikaner, sechs Skandinavier, ein Russe, ein Deutscher und ein Österreicher.
Die Überfahrt nach Europa geriet überaus stürmisch und dauerte 24 Tage (mit einem durchschnittlichen Etmal von 152 Seemeilen). Mit erheblichen Schäden am Rigg und den Geräten am Deck erreichte das Schiff schließlich die Keltische See. Inzwischen waren die meisten Segel verloren gegangen, ebenso zwei der drei Rettungsboote. Besonders schwerwiegend war allerdings, dass die Luke Nr. 6 leckgeschlagen war und ein Schlamm aus eingedrungenem Seewasser und der dort gelagerten (für den Antrieb der Dampfaggregate vorgesehenen) Kohle die Dampfaggregate die Lenzpumpen unbrauchbar gemacht hatte. In diesem Zustand geriet das Schiff in der Nähe der Scilly-Inseln erneut in schweres Wetter mit schlechter Sicht.
Am frühen Nachmittag des 13. Dezember lief der Schoner nordwestlich der Inselgruppe vier Seemeilen nördlich des Leuchtturms Bishop Rock, von Nordosten kommend, zu früh mit südöstlichem Kurs in das extrem gefährliche Seegebiet westlich St. Agnes, Annet und den Western Rocks ein, wo zahlreiche blinde Klippen lauerten. Kapitän Dow war infolge schlechter Sicht und Besteckversetzung (falsche Positionsberechnung) den Inseln zu nahegekommen. Westlich der Insel Annet und 1,5 Seemeilen nördlich des Hellweather’s Reef (südlich Annet) ließ er beide Anker werfen. Damit war er quasi auf der „falschen“ Seite der Inseln. Besser wäre es gewesen, den ursprünglichen südwestlichen Kurs zu segeln und erst weiter westlich in dann sicherem Abstand von den Inseln auf Südostkurs in den Ärmelkanal einzufahren.
Von den Inseln St. Agnes und St. Mary’s wurde das große Schiff beobachtet, und man setzte Seenotrettungsboote aus. Der Leuchtturmwärter von Bishop Rock feuerte Signalraketen ab. Die Empfehlung des Bootsführers George Mortimer von St. Agnes, das Schiff aufzugeben, wies Kapitän Dow mit der Bemerkung zurück, er benötige nur einen Lotsen. Während Lotse William „Cook“ Hicks mit Trinity-House-Patent (dem höchsten britischen Lotsenpatent) an Bord genommen wurde, legte der Sturm an Stärke zu. Der Lotse versuchte vergeblich, den Kapitän dazu zu bewegen, trotz der wenigen intakten Segel und der völlig erschöpften Mannschaft den Schoner aus diesem Gebiet in sichereres Wasser zu manövrieren, was durchaus eine Option und möglicherweise die Rettung bedeutet hätte. Das von St. Agnes ausgelaufene Boot Charles Deere James musste wegen schwerer Erkrankung eines Mannschaftsmitgliedes abdrehen und zurücklaufen. Das andere, von St. Mary’s ausgelaufene Rettungsboot namens Henry Dundas kollidierte mit dem Heck des Schoners in der stürmischen See, brach sich den Mast und kehrte deswegen um. Aus Falmouth angeforderte Schlepper konnten wegen des Sturms das Schiff nicht erreichen, und ebenso wenig war an ein neuerliches Auslaufen von Rettungskuttern zu denken.
Der Schoner blieb vor Anker, bis nach Mitternacht nach 1 Uhr der Sturm auf Stärke 9 anschwoll und die Backbordankerkette brach. Daraufhin begann das Schiff am Steuerbordanker zu vertreiben; nach weiteren 30 Minuten brach auch die Steuerbordkette, womit das Schiff hilflos der See ausgesetzt war. Kapitän Dow befahl, Rettungswesten anzulegen und in die Takelage zu steigen. Das Schiff trieb in nordwestlicher Richtung auf die Felseninsel Shag Rock zu (wenige hundert Meter südwestlich von Annet) und lief auf Grund, wodurch augenblicklich der Rumpf aufriss. Durch den gewaltigen Seegang wurde das Schiff steuerbordseitig auf die Felseninsel geworfen. Es schwang in die kochende See zurück und schlug erneut unter gewaltigem Rollen gegen die Felsen. Alle Masten knickten über Backbord ab und stürzten ins Meer, viele Seeleute mit sich reißend, das Schiff brach hinter dem sechsten Mast auseinander, kenterte und sank. Das Heck mit dem Besanmast trieb ab und versank dann – mit ihm der Lotse William Hicks und andere, die in der Takelage saßen.
Von dem Schoner war bei Tagesanbruch des 14. Dezember nur noch ein Teil des Kiels zu sehen, der später ebenfalls verschwand. Der Kapitän konnte sich auf ein größeres Riff fast 1,5 Seemeilen südöstlich retten, von wo ihn der Sohn des Lotsen, Fred Cook Hicks, beim nächsten Seenotrettungseinsatz am folgenden Mittag verletzt und erschöpft abbergen konnte. Auch der Maschinist Edward Rowe aus Boston erreichte festen Boden und überlebte. Ein dritter Seemann aus England, George W. Allen, wurde zwar noch lebend auf einem unbewohnten Eiland gefunden, erlag aber am nächsten Tag auf St. Mary’s seinen Verletzungen. Alle übrigen, darunter der Lotse, kamen um, insgesamt 17 Mann; nur fünf Leichen, von denen lediglich drei identifiziert werden konnten (darunter der Kabinenjunge Mark Stenson und der deutsche Seemann Gustav Böhnke), wurden später noch geborgen. Die sechs Toten wurden auf dem Friedhof von St. Mary’s in einem Gemeinschaftsgrab beigesetzt.
Das Schiffsunglück war einer der ersten Ölunfälle auf See, wenn nicht der erste überhaupt. Da die Thomas W. Lawson mit Leichtöl beladen war, war bereits im Sommer 1908 von dem ausgelaufenen Öl nichts mehr zu sehen, eine Katastrophe vergleichbar mit der der Torrey Canyon trat nicht ein.
Es wurde noch lange diskutiert, ob Kapitän George W. Dow mit seinem Entschluss, vor Anker zu bleiben, eine Fehlentscheidung getroffen hatte und besser dem Vorschlag des Lotsen hätte folgen sollen. Eine zweifelsfreie Klärung, ob das Schiff die Sturmnacht auf diese Weise doch noch hätte überstehen können, ist im Nachhinein nicht mehr möglich.
Heute ist das in 17 m Tiefe liegende Wrack eine Attraktion für Sporttaucher, das nur bei ruhiger See zu erreichen ist (Position 49° 53′ 38″ N, 6° 22′ 55″ W).

## Benennung der Masten
Für die Benennung der sieben Masten gab es mehr als zehn verschiedene Systeme, auch eines nach den sieben Wochentagen (Sonntag–Samstag), das eher beim Erzählen als auf See Verwendung fand, aber von einem Journalisten der „Boston Post“ als Benennung gemäß Thomas W. Lawson, dem Namensgeber, veröffentlicht wurde. Ursprünglich wurden sie während des Baus nach dem Originalsegelplan nummeriert (no. 1, no. 2, no. 3, no. 4, no. 5, no. 6, no. 7 bzw. „spanker“ anstelle von „no. 7“ lt. Axel Larson, einem Takelvorarbeiter) und später unter anderem wie folgt benannt:
- fore, main, mizzen, spanker, jigger, driver, pusher; (beim Stapellauf)
- forecastle, fore, main, mizzen, jigger, spanker, after; (nach Stapellauf)
- fore, main, mizzen, after mizzen, jigger, driver, spanker; (nach Kapitän Arthur L. Crowley, erstem Schiffsführer der Lawson, laut Kapitän Frank H. Peterson)
- fore, main, mizzen, no. 4, no. 5, no. 6, spanker; (ebenfalls nach Kapitän Arthur L. Crowley aus einem Brief)
- fore, main, mizzen, no. 4, no. 5, no. 6, no. 7; (von der Mannschaft bevorzugte Benennung)
- fore, main, mizzen, jigger, spanker, driver, rudder mast; (nach Kapitän Wm. Holland, dem früheren Quartiermeister der Thomas W. Lawson)
- fore, main, mizzen, spanker, rider, driver, jigger; (nach Douglas Lawson, dem Sohn des Namensgebers)
- fore, main, mizzen, middle, spanker, driver, pusher; (nach Aussage eines weiteren Schiffsführers, Kapitän Ernest D. Sproul)
- fore, main, mizzen, rusher, driver, jigger, spanker; (Manuskript in der Bethlehem Steel Corporation Werft, ehemals Fore River Ship & Engine Building Co.)
- fore, main, mizzen, jigger, driver, pusher, spanker; zu deutsch: Vor-, Groß-, Kreuz-, Tanzer-, Treiber-, Schieber-, Besanmast; (amerikanische Standardbenennung, siehe Gaffelschoner)

Sie wurde nach Marineautor Hans-Joachim Greiffenhagen nach Hinweis seitens Kapitän P. R. J. Reynolds aus Cold Spring Harbor (New York) ebenfalls verwendet (siehe Sea Breezes 6, 1971, S. 482). Mit „spanker“ wurde meist das letzte und größte Segel auf den amerikanischen drei- und mehrmastigen Schonern bezeichnet.
Eine Benennung nach deutschem System wäre „Fock-, Groß-, Haupt-, Mittel-, Achter-, Kreuz-, Besanmast.“